# کاکتوسی‌مگس‌واران
کاکتوسی‌مگس‌واران (نام علمی: Nerioidea) نام یک بالاخانواده از راسته مگس است.